# Zsebők Csaba
Zsebők Csaba (Budapest, 1974. január 6. –) magyar költő, igric, történész, főiskolai tanár, publicista.

## Életpályája
Zsebők Csaba történészként végzett (KRE). Doktori címet (PhD) kelet-európai történelem szakterületen (ELTE) szerzett.
Sejtjeidben élnék című verseskötete a Püski Kiadónál jelent meg 2011-ben. Második verseskötete, a Végtelenjeinken hajózunk című ugyancsak a Püskinél látott napvilágot 2017-ben; a harmadik, a Bűvölet, révület 2022-ben.  Versei – többek között – a Palócföldben, a Napútban (Magyarország), a Muratájban (Szlovénia), az Irodalmi Szemlében (Szlovákia/Felvidék), a Bécsi Naplóban (Ausztria), az ÚjNautiluson (Románia/Erdély-Magyarország), a Nyugati Magyarságban (Kanada), a szlovéniai magyarok évkönyvében, az Impetumon, A Hetedikben, a Szózatban, a Napút Online-on, a Nekünk Nyolcban, a Folyón, a Holdkatlanon, a Délibábban, A Céhben (Magyarország), vajdasági-délvidéki lapok (Szerbia) irodalmi mellékletében, az Újjászületés antológiában (Szeged), bolgár-magyar antológiában (More – Burgasz), a Szózat Antológiában, az Egyházasberzsenyi Berzsenyi Család honlapján (Svájc-Magyarország), a Délibáb Antológiában, valamint az Art'húr Irodalmi Kávéházban jelentek meg, 2005 óta. 
A Magyar Írók Egyesületének tagja. Versesköteteiről pozitív hangon írt – mások mellett – Máté Imre, Ferdinandy György, Gágyor Péter, Bence Lajos, Halmy György, A. Túri Zsuzsa, Szabó Palócz Attila, Kégl Ildikó. 2020-ban Irodalmi Nagydíjat kapott az 50 éves Cserhát Művész Körtől, illetve a Batsányi-Cserhát Művész Társaságtól; 2022-ben pedig Aranytoll Díjat. A Berzsenyi Aranykoszorús Kötet Díj egyik jelöltje volt 2016 után 2018-ban is, amiért elismerő oklevelet kapott. 2017-ben költeményeit többször előadták a Medve Színpadon, a Fészek Művészklubban. 
Utószót írhatott Gágyor Péter Bélák a czinkelt pakliban – Tizenhárom tízperces trianoni rémregény (AB-ART, 2017) című novellafüzéréhez, és előszót Kégl Ildikó Életszag (Püski, 2018) című lélektani novelláihoz, továbbá utószót Virginia Sol (Toczuer Júlia) Az utolsó mesemondó (Polis, Kolozsvár, 2020) című regényéhez, valamint TZ Tóth Zoltán Virágoskert a vasfüggöny mögött (Toma2000, 2022) című regényéhez.  
Az EtnoBazár zenekar igrice (dalszerzője, szövegírója, egyik énekese, gitárosa). Megzenésített saját verseket, balkáni és magyar etnot játszanak. A budapesti együttes 2019 óta számos helyen fellépett, így például kétszer Szlovéniában (Etno Rock Festival, 2024; Bánffy Nights, 2022), vagy az A38-on, ahol 2020-ban a Kárpát-medencei anzix sorozat részeként karanténkoncertet adott. A saját dalszövegek jó része versként megjelent irodalmi folyóiratban és kötetben. Az EtnoBazár 2023-ban bekerült a Magyar Popkulturális Értéktárba, az elmúlt ötven év neves folk és világzenei előadói közé.
A Wekerle Sándor Üzleti Főiskolán 2015-től 2019-ig docens, 2016-tól 2022-ig tanszékvezető, 2017-től 2022-ig a szenátus teljes jogú tagja, 2018-tól 2022-ig tudományos titkár, 2019-től főiskolai tanár, 2020-tól 2022-ig az Esélyegyenlőségi Bizottság elnöke. Hosszú évekig a Károli Gáspár Református Egyetemen óraadóként működött. 2022-től a Károlin főiskolai tanár, 2024-től szakfelelős.
Az MTA-BTA Bolgár-Magyar Történész Vegyes Bizottság (meghívott, állandó) tagja 2014-től. A Nemzeti Emlékezet Bizottsága külsős kutatója 2015-től 2018-ig. Az Acta Wekerleensis tudományos időszaki kiadvány szerkesztőbizottsági tagja 2017-től 2022-ig. Egyik legutóbbi önálló tudományos munkájáról, a Tiszta szívvel 1956-ban – A „Kolhoz Kör”: a forradalom (egyik) szellemi előkészítője című kötetről (Oikosz Alapítvány, 2019) egy sor méltató recenzió született (Például a Palócföld, a Valóság, a Muratáj, a Lyukasóra folyóiratok, továbbá közéleti lapok oldalain). Az Ébresztő (Agroinform, 2017) című könyvben történészként megszólal pár oldalon.
Olykor publicisztikát is ír. Újságíróként tizenöt évig munkálkodott, állandó szerző lehetett – többek között – a Reformnál és a Magyar Nemzetnél (Hétvégi Magazin). A Magyar Hírlapnál főmunkatársként is dolgozott. A leggyakrabban nemzetpolitikai, kulturális és belpolitikai témájú cikkekkel – riportokkal, interjúkkal is – jelentkezett. Sajtóreferensként korábban néhány előadó médiában való megjelenését segítette. Kommunikációs tréningeket tartott közéleti személyiségeknek. Újságíróként rendszeresen felbukkant tévéműsorokban (HírTV, ATV, Echo). Szlogeneket, címeket, neveket is kitalált.
2006-ban Bolyai emlékplakettet, 2007-ben Bolyai emlékgyűrűt kapott, mert az erdélyi magyar felsőoktatás ügyét a nyilvánosság eszközeivel támogatta. A Magyarok sorozatban 2017-ben portréfilm készült róla. Ugyancsak portréfilm született róla Isten kezében – A kárpát-balkáni garabonciás címmel 2021-ben.

## Művei

### Tudományos kötetek-könyvfejezetek, válogatott tudományos cikkek, disszertáció, dokumentumfilmek és szépirodalmi könyvek
Tudományos kötetek-könyvfejezetek, válogatott tudományos cikkek (tanulmányok, könyvismertetések), disszertáció, dokumentumfilmek
– A macedónkérdés 1878-tól az első világháború végéig és a macedón nemzet kialakulásának kezdetei (tanulmány). In: Kisebbségkutatás, 2001. 4. szám
– Macedónkérdés a XX. században (tanulmány). In: Kisebbségkutatás, 2002. 1. szám
– Bolgár (?) kálvária a titói Macedóniában (könyvismertetés). In: Klió, 2003./3.
– Az iszlám terjedése Délkelet-Európában (tanulmány). In: A Közép-Balkán stabilitásának megőrzése a NATO szerepvállalásának tükrében. (Tanulmánygyűjtemény.) Uniós Tanoda Alapítvány, Budapest, 2004; a Magyar Köztársaság Külügyminisztériumának támogatásával.
– 1968 magyar szemmel… (dokumentumfilm). Dunatáj Alapítvány, 2004. Történész szakértői és szerkesztői munka.
– Rendszerváltások és átmenetek? (könyvismertetés). In: Múltunk, 2005./2.
– A prágai tavasz és ősz hatása a csehszlovákiai (felvidéki) magyarságra (tanulmány). In: Kút, 2005. 2. szám
– A prágai tavasz és a kisebbségek. Tanulmány- és interjúkötet. (Uniós Tanoda Alapítvány, Budapest, 2005; a Nemzetközi Visegrád Alap támogatásával). Társszerzőként.
– A macedónkérdés Bulgáriában 1919-1934 – magyar diplomaták szemével (disszertáció). ELTE, 2011.
– „Hálózatok” a Kárpát-medencében és a Balkánon a Bethlen-kormány idején és napjainkban (tanulmány, Varga Norberttel közösen). In: Makrogazdasági döntések – hálózati szinergiák (Tanulmánykötet, CD-ROM). Nyugat-magyarországi Egyetem Kiadó, 2015.
– A tiszta forradalom – franciaországi magyar szemmel (könyvismertetés). In: Bécsi Napló (folyóirat, Ausztria), 2015. július-augusztus.
– Köztes-Európa, a „mindig felosztandó” érdekszféra – interetnikus kapcsolatok, nemzeti eszmék, globalizáció (tanulmány). In: a VI. Báthory-Brassai nemzetközi tudományos konferencia Kárpát-medencei versenyképesség című tanulmánykötete, 2015.
– (Re)Discovering the Sources of Bulgarian and Hungarian History. Tanulmánykötet. (MTA TTI, BTA TTI, MTA-BTA Bolgár-Magyar Történész Vegyesbizottság, Sofia-Budapest, 2015.) Társszerzőként.
– Kelet-európai sorsfordulók – Tanulmányok a 80 éves Palotás Emil tiszteletére. (L'Harmattan, ELTE BTK Kelet-Európa Története Tanszék, Budapest, 2016.) Társszerzőként.
– Gazdaság – Etika – Globalizáció Szöveggyűjtemény. (Jövőegyetem könyvek, Budapest-Sümeg, 2016.) Társszerzőként.
– Együttműködési lehetőségek a Kárpátok térségében. Tanulmánykötet. (Nemzetstratégiai Kutatóintézet, Nyugat-magyarországi Egyetem, 2016.) Társszerzőként.
– The Great Powers, the Balkans and Bulgaria during World War II - Великите сили, Балканите и България през Втората световна война. Tanulmánykötet. (G. S. Rakovski National Defence College, Institute for Historical Studies - Bulgarian Academy of Sciences, Sofia, 2016.) Társszerzőként.
– The World War I and Bulgaria in 1916 - Първата световна война и България през 1916 г. Tanulmánykötet. (G. S. Rakovski National Defence College, Institute for Historical Studies, Sofia, 2016.) Társszerzőként.
– Az '56-os „Kolhoz Kör” és a Tiszta szívvel folyóirat (esszé). In: Pannon Tükör, ’16/6
– Bordalnokok a Muravidékről (esszé). In: A szlovéniai magyarok évkönyve – 2016
– Vörös diktatúrák a Kárpátok alatt. Tudományos ismeretterjesztő sorozat a PolgárPortálon – 2017. június-2018. augusztus
– The Macedonian Issue and Bulgaria, through the eyes of Hungarian Diplomats (tanulmány). (Македонският въпрос и България през погледа на унгарската дипломация) In: Macedonian Review, Sofia, 2017/1
– A csehszlovákiai magyar kisebbség elitje – 1949 és 1989 között, különös tekintettel 1968-ra (tanulmány). (Елитът на унгарското малцинство в Чехословакия между 1949 и 1989 г., с акцент върху 1968 г.) In: Ролята на елитите в процесите на консолидирането на нациите и на националното строителство. Известия на Института за исторически изследвания, София, 2017.  Társszerzőként.
– Táborszemle. Tanulmánykötet. (Antológia Kiadó, Lakitelek, 2017.) Társszerzőként.
– Csemadok (dokumentumfilm). Dunatáj Alapítvány, 2017. Történész szakértői és szerkesztői munka.
– Menczer Gusztáv – életre ítélve (dokumentumfilm). Harold Productions, 2017. Történész szakértői és szerkesztői munka.
– Az 1956-os „Kolhoz Kör” és a Tiszta szívvel (tanulmány). In: Acta Wekerleensis 2017/1 
– „Tudják már a kisgyerekek is” – Tanulmányok a proletárdiktatúra ideológiai és kulturális alapjainak megteremtéséről. (Szerk. Máthé Áron). Nemzeti Emlékezet Bizottsága, Budapest, 2017. Társszerzőként.
– Миграции на хора и идеи в България и Унгария (ХІХ – XXI век)/ Emberek és eszmék migrációja Bulgáriában és Magyarországon (19–21. század)/ Migrations of People and Ideas in Bulgaria and Hungary, 19th–21st Centuries. (Szerk. Пенка Пейковска, Габор Деметер). Парадигма, София, 2018. Társszerzőként.
– Macedonian question in Bulgaria from the end of first world war to 1934 as seen through the eyes of the Hungarian diplomats. In: Добро Поле сто години по-късно. Военноисторическа Комисия, Sofia, 2018. Társszerzőként.
– A Pongrátz család örmény gyökerei (Oral history interjú Pongrátz Andrással).  In: ANI –  Az örmény magazin, 2019
– Tiszta szívvel 1956-ban – A "Kolhoz Kör": a forradalom (egyik) szellemi előkészítője. Oikosz Alapítvány, 2019. Önálló kötet.  

### Szépirodalmi könyvek
ANTOLÓGIÁK:
- Újjászületés (Dél-Alföldi Művészeti Kapocs Alapítvány, Szeged, 2016)

- Naptár - A szlovéniai magyarok évkönyve (Magyar Nemzetiségi Művelődési Intézet, Lendva, 2016)

- Море (More) - Bolgár-magyar antológia (Burgasz, 2019)

- Szózat Antológia (2021)

- Délibáb Antológia (2023)

ÖNÁLLÓ VERSESKÖTETEK:
- Sejtjeidben élnék (Püski, Budapest, 2011)

- Végtelenjeinken hajózunk (Püski, Budapest, 2017)

- Bűvölet, révület (Püski, Budapest, 2022)